# 圣茹利昂 (波塔莱格雷)
圣茹利昂是葡萄牙波塔莱格雷区的一个堂区。总面积43.43平方公里，总人口444人，人口密度10.2人/平方公里。